# Gesellschaft der Kleinen Schwerter
Die Gesellschaft der Kleinen Schwerter war eine Geheimgesellschaft, welche während der Taiping-Rebellion in Shanghai den Aufstand gegen die Qing-Dynastie wagte und die Stadt von 1853 bis 1855 unter ihrer Kontrolle behielt.
Die Geheimgesellschaft agierte zu Beginn unabhängig, unterstellte sich jedoch im Verlauf der Rebellion der Autorität des Taipingherrschers Hong Xiuquan. Die Rebellion in Shanghai wurde schließlich von der Qing-Regierung mit Unterstützung französischer Truppen niedergeschlagen.

## Hintergrund
Bereits im 18. Jahrhundert war die Qing-Dynastie, welche in ihrem Herrschaftssystem eine Dominanz der Mandschuaristokratie gegenüber dem Staatsvolk der Han festschrieb, durch mehrere Revolten erschüttert worden. Abseits des Mandschustaates bildeten sich Geheimbünde, darunter die Tiandihui (Gesellschaft von Himmel und Erde), welche die Qing-Herrschaft in Frage stellten. Ab 1850 kam es mit der Taiping-Rebellion zu einem Aufstand einer christlich-messianistischen Sekte, der in seinem Verlauf weite Teile Südchinas erfasste. 1852 übernahmen Rebellen der Tiandihui unter dem Kommando von Zhou Lichun als Reaktion auf Gütereinziehungen für das Militär den Kreis Qingpu. Im Verlauf schlossen sich – koordiniert über die Geheimgesellschaften – mehrere andere Kreise dem Aufstand an. Im März 1853 eroberten die Taiping Nanjing und machten die alte Kaiserstadt zu ihrer Hauptstadt.

## Aufstand in Shanghai
Ermutigt von den Erfolgen der Taipingrebellion vereinigten sich die Geheimgesellschaften in und um Shanghai im Sommer 1853 zur Gesellschaft der Kleinen Schwerter. Sie wählten Liu Lichuan, einen Arbeiter aus der Provinz Guangdong, als ihren Anführer. Dabei spielten Zugezogene aus der Provinz Fujian neben einigen wenigen Shanghaier Händlern und Manufakturbesitzern die führende Rolle in der Geheimgesellschaft.
Am 7. September 1853 starteten die Kräfte des Geheimbunds in Shanghai den Aufstand gegen die Qing-Herrschaft. Dabei konnten die Rebellen rasch die Stadt einnehmen, wobei sie das ausländische Siedlungsgebiet unangetastet ließen. Die Rebellen konnten die Qing-Truppen auch aus den Kreisen Qingpu, Baoshan, Nanhui und Chuansha vertreiben. Nach der Machtübernahme etablierte der Geheimbund seine eigene Regierung, die sich zunächst an die von den Qing abgesetzte Dynastie der Ming anlehnte. Schließlich schwor jedoch Liu Lichuan dem Taipingherrscher Hong Xiuquan die Treue. Die Rebellen versuchten, die Stadtbevölkerung durch ein dreijähriges Moratorium auf Steuern und Getreideablieferungen zu gewinnen. Ebenso versuchte die Verwaltung, eine eigene Währung einzuführen. Innerhalb des Geheimbunds kam es zu einem Machtkampf zwischen dem Guangdong und dem Fujian-Flügel der Bewegung, welcher schließlich in einer Spaltung mündete.
Die militärische Antwort des Qing-Staates erfolgte in einem Gegenangriff unter Befehl von Xu Naizhao. Den Regierungstruppen gelang es rasch, das Umland von Shanghai wieder unter Kontrolle zu bringen. Bei den Gefechten um Qingpu fiel Zhou Lichun. Den Rebellen gelang es jedoch mit Hilfe der ihr loyalen Bevölkerungsteile, die Stadt gegen die Qing zu behaupten. Im Juli 1854 unternahm der neu ernannte Gouverneur von Jiangsu, Jierhanga, einen diplomatischen Versuch, die ausländischen Streitkräfte in Shanghai, welche die internationale Siedlung sicherten, auf die Seite der Regierung zu ziehen. Die westlichen Staaten stimmten der Kooperation zu und erhielten dafür als Zugeständnis eine gemeinsame Verwaltung der Zölle im Hafen von Shanghai.
Zusammen mit den ausländischen Truppen errichtete das Qing-Militär Befestigungen, welche die Rückzugsräume der Rebellen vom Rest der Stadt abschnitten. Am 6. Januar 1855 unterstützen französische Schiffe einen Angriff des Qing-Militärs auf einen Stützpunkt der Kleinen Schwerter nördlich von Shanghai. Am 17. Februar 1855 versuchten die in der Stadt verbliebenen Rebellen einen Ausbruch, der scheiterte. Beim Ausbruchsversuch wurde der Anführer des Geheimbunds Liu Lichuan getötet. Einige wenige Aufständische konnten den Qing entkommen und schlossen sich anderen Formationen der Taiping an. Bis zum März 1855 war die Stadt und das Umland aus Sicht der Qing-Truppen befriedet.